# Eastman and Laird's Teenage Mutant Ninja Turtles
Eastman and Laird's Teenage Mutant Ninja Turtles startade i maj 1984 och är en serietidning med de fiktiva muterade sköldpaddorna Teenage Mutant Ninja Turtles ("TMNT"). Tidningen skrevs och illustrerades av Kevin Eastman och Peter Laird. Serien har inspirerat två animerade TV-serier, flertal videospel, fyra långfilmer och en rad leksaker och annan merchandise. Konceptet kom 1983 då Kevin Eastman satt och ritade då han fick en brainstorm en kväll med sin kompis Peter Laird. Ritandet av en stor sköldpadda bärande bandana och hållande nunchakus fascinerade dem extra mycket. På Peter Lairds förslag skapade de ett gäng med fyra sköldpaddor med var sitt vapen.
Efter ett lån av Kevin Eastmans faster kunde de publicera det första numret av en serietidning som gjorde parodi på två av det tidiga 1980-talet största serietidningar: New Mutants från Marvel Comics' och Daredevil, också från Marvel Comics', serier som innehöll ninjutsuklaner som duellerade mellan varandra i New York Citys undre värld. Många ser flera likheter mellan främst TMNT och Daredevil. Trafikolyckan med en blind man och lastbil transporterande radioaktivt avfall refererar till Daredevils ursprungshistoria. Namnet "Splinter" sägs vara en parodi på Daredevils mentor, en man vid namn "Stick". Fotklanen sägs vara en parodi på ninjutsuklanen "Hand" i Daredevil. Kevin Eastman och Peter Laird brukar dock ofta citera Frank Miller och Jack Kirby som sina stora influenser.
Det första numret av Eastman and Laird's Teenage Mutant Ninja Turtles kom i maj 1984 och var svartvitt, vilket ledde till en explosion för svartvita serier i mitten av 1980-talet. Sköldpaddorna har genom åren varit med i flera "cross-overs" med andra kända serier, bland annat Dave Sims Cerebus, Erik Larsens Savage Dragon,  Bob Burdens Flaming Carrot, och Stan Sakais Usagi Yojimbo.
Historierna i denna version är ofta baserade kring ensamhet, hämnd och bitterhet, men även humor. Serien blev snabbt populär, men är helt annorlunda än 1987 års "barnvänliga" version, som gjorde TMNT-fenomenet världsberömt.
2009 sålde TMNT-franchisen till Viacom, moderbolag för Nickelodeon, och därmed upphörde Mirage Studios rättigheter. Under Wondercon 2011 meddelades att IDW Publishing fått rättigheterna att publicera nya avsnitt och nytryckningar av gamla serier.

## Handling

### Volym 1 (1984-1993)
Det första numret, som ursprungligen visades på en seriemässa i Portsmouth, New Hampshire i maj 1984, handlar om då sköldpaddorna slåss mot gänget Purple Dragons, och sedan tar sig ned till sitt gömställe i kloakerna. Splinter förklarar för sköldpaddorna hur mutationen en dag förändrade dem. Det fiktiva mutagenet fungerar som ett ämne som får de levande varelser som nuddar det att växa i intelligens och storlek. Många tror att man förvandlas till det djur man senast varit i kontakt med, men detta koncept används bara i 1987 års tecknade TV-serie och serietidningsversionen Teenage Mutant Ninja Turtles Adventures. Splinter skickar sedan sköldpaddorna att utmana Shredder, och ta livet av honom i en kamp på liv och död. Kampen sker på ett platt hustak. Då Shredder nästan är besegrad försöker han kasta en bomb på sköldpaddorna, men i sista sekunden använder Donatello sin bo till att slå tillbaka bomben. Shredder knockas av taket, och dödas vid explosionen.
Sköldpaddorna får i de kommande numren reda på att mutagenet framställdes av den utomjordiska rasen Utromerna.
Fotklanen angriper sedan Leonardo på självaste julafton, och Leonardo skadas. Sköldpaddorna, Splinter, April O'Neil och Casey Jones drar sig tillbaka till Casey Jones farmors/mormors bondgård vid Northampton, Massachusetts.
Ett år senare återvänder de från New York City för en slutlig uppgörelse med Fotklanen.
Volym 1 publicerades fram till augusti 1993, då den avslutades med berättelserna "City at War", där gängbråk rasar i New York City. Karai har försökt återskapa Fotklanen, som nu står ledarlös och splittrad. Andra händelser där är bland annat då Splinter möter Råttkungen, April O'Neil träffar sin syster Robyn och Casey Jones blir kär i en ung kvinna vid namn Gabrielle.

### Volym 2 (1993-1995)
Mirage Studios publicerade mallan oktober 1993 och oktober 1995 volym 2, som var i färg. Serien slutade ges ut på grund av låga försäljningssiffror.
Sköldpaddorna går sina egna vägar i en värld där deras största fiende, Fotklanen, inte längre finns. Raphael hamnar i konflikt med Baxter Stockman. De andra sköldpaddorna återförenas, besegrar Baxter Stockman och försöker tillsammans med Casey Jones och en karaktär vid namn "Nobody" hitta Raphael.

### Volym 3 (1996-1999)
Erik Larsen i juni 1996 ge ut tidningen på Image Comics. Den utkom varje månad, sammanlagt i 23 månader. Gary Carlson skrev berättelserna, vilka tecknades av Frank Fosco. Det var en återgång till svartvitt. Serien slutade publiceras 1999 och räknas inte längre som officiell. Serien innehöll även karaktärer från Savage Dragon, som gjorde gästuppträdanden.

### Volym 4 (2001-2010)
Volym 4, som bara kallas "TMNT", gavs ut mellan december 2001 och december 2010. Stavningen Michaelangelo ersatte Michelangelo. Peter Laird och Jim Lawson började med denna serie ta sköldpaddorna "tillbaka till rötterna". Splinter bor numera på bondgården i Northampton, Massachusetts och är som en morfar åt Caseys and Aprils adopterade dotter Shadow. Utromerna är tillbaka på jorden, sköldpaddorna har blivit accepterade i samhället och behöver därför inte längre gömma sig.

## Skapare
Kronologiskt listade
- Peter Laird - Vol. 1 #1-12, 15, 19-21, 48-62; Vol. 4 #1-i dag
- Kevin Eastman - Vol. 1 #1-11, 14, 17-21, 32, 48-62; Bodycount #1-4
- Dave Sim - Vol. 1 #8
- Michael Dooney - Vol. 1 #9, 13, 27, 46-47
- Ryan Brown - Vol. 1 #9; Leonardo #1
- Jim Lawson - Vol. 1 #9, 15, 19-21, 28, 48-49, 51-62; Vol. 2 #1-13; Vol. 4 #1-i dag
- Steve Bissette - Leonardo #1
- Eric Talbot - Vol. 1 #14, 17, 20, 32; Vol. 2 #4-11; Vol. 4 #5-i dag
- Mark Martin - Vol. 1 #16, 22-23
- Mark Bode - Vol. 1 #18, 32
- Rick Veitch - Vol. 1 #24-26, 30
- Stephen Murphy - Vol. 1 #28
- A.C. Farley -  Vol. 1 #29, 43
- Michael Zulli - Vol. 1 #31, 35-36
- Jan Strnad - Vol. 1 #33
- Richard Corben - Vol. 1 #33
- Rich Hedden - Vol. 1 #34, 38-40
- Tom McWeeney - Vol. 1 #34, 38-40
- Rick McCollum - Vol. 1 #37, 42
- Bill Anderson - Vol. 1 #37, 42
- Matt Howarth - Vol. 1 #41
- Paul Jenkins - Vol. 1 #43
- Rick Arthur - Vol. 1 #44
- Dan Berger - Vol. 1 #45
- Keith Aiken - Vol. 1 #46-49, 51-52, 54-57, 59-60, 62
- Matt Banning - Vol. 1 #53
- Jason Minor - Vol. 1 #58, 61; Vol. 2 #1-3
- Gary Carlson - Vol. 3 #1-23
- Frank Fosco - Vol. 3 #1-23
- Simon Bisley - Bodycount #1-4

## Samlingar

### Miragepublicering
- TMNT Collected Book Volume One, samlar Vol. 1 #1-11, samt Raphael #1, Michelangelo #1, Donatello #1, och Leonardo #1
- TMNT Collected Book Volume Two, samlar Vol. 1 #12-14
- TMNT Collected Book Volume Three, samlar Vol. 1 #15, 17-18
- TMNT Collected Book Volume Four, samlar Vol. 1 #19-21
- TMNT Collected Book Volume Five, samlar Vol. 1 #16, 22-23
- TMNT Collected Book Volume Six, samlar Vol. 1 #24-26
- TMNT Collected Book Volume Seven, samlar Vol. 1 #27-29
- Shell Shock, samlar korta historier av olika författare och tecknare
- Challenges, av Michael Dooney

### Första publicering
- Teenage Mutant Ninja Turtles Book I (ISBN 0-915419-09-2) samlar Vol. 1 #1-3
- Teenage Mutant Ninja Turtles Book II (ISBN 0-915419-22-X) samlar Vol. 1 #4-6
- Teenage Mutant Ninja Turtles Book III (ISBN 0-915419-28-9) samlar Vol. 1 #7-9
- Teenage Mutant Ninja Turtles Book IV (ISBN 0-915419-43-2) samlar Leonardo #1 & Vol. 1 #10-11

## Betydelser
Serien har inspirerat TV-serier, datorspel och filmer om Teenage Mutant Ninja Turtles. Den är originalet, men ändå är denna version mycket okänd, och för de flesta är "Teenage Mutant Ninja Turtles" 1987 års tecknade TV-serie.

### Fotnoter
1. ↑  ”I Was a Teenage Mutant Ninja Turtle”. 26 januari 2007. Arkiverad från originalet den 3 januari 2010. https://web.archive.org/web/20100103225131/https://metaltv.com/page.cfm?id=260.
2. ↑  ”WC11: "TEENAGE MUTANT NINJA TURTLES" RETURN AT IDW”. 1 april 2011. http://www.comicbookresources.com/?page=article&id=31647.